# Калазета
Калазѐта (на италиански: Calasetta; на сардински: Cal 'e Sèda, Кал 'е Седа, на местен диалект Câdesédda, Кадеседа) е малко пристанищно градче и община в Южна Италия, провинция Южна Сардиния, автономен регион и остров Сардиния. Разположено е на 9 m надморска височина. Населението на общината е 2825 души (към 2012 г.).
Градчето Калазета е вторият най-важен център на остров Сант'Антиоко. Калазета е една от двете общини, намиращи се на острова.